# Nikola Karamanolow
Nikola Karamanolow (bulgarisch Никола Караманолов, englisch Nikola Karamanolov; * 9. März 2005) ist ein bulgarischer Leichtathlet, der sich auf den Sprint spezialisiert hat.

## Sportliche Laufbahn
Erste internationale Erfahrungen sammelte Nikola Karamanolow im Jahr 2021, als er bei den U18-Balkan-Meisterschaften in Kraljevo mit 11,19 s in der Vorrunde im 100-Meter-Lauf ausschied und mit der bulgarischen 4-mal-100-Meter-Staffel in 45,19 s den fünften Platz belegte. Im Jahr darauf gewann er bei den U18-Balkan-Meisterschaften in Bar mit 7,24 m die Silbermedaille im Weitsprung und in 43,26 s auch im Staffelbewerb. Anschließend gelangte sie bei den U18-Europameisterschaften in Jerusalem mit 6,99 m auf den zehnten Platz im Weitsprung und 2023 wurde er bei der 2. Liga der Team-Europameisterschaft im Rahmen der Europaspiele in Chorzów in 40,05 s Fünfter im A-Lauf über 4-mal 100 Meter. 2024 belegte er bei den U20-Balkan-Hallenmeisterschaften in Istanbul in 6,84 s den vierten Platz im 60-Meter-Lauf und im August schied er bei den U20-Weltmeisterschaften in Lima mit 10,63 s im Halbfinale über 100 Meter aus. Zudem verpasste er dort im Staffelbewerb mit 41,92 s den Finaleinzug. Im Jahr darauf gewann er bei den Balkan-Hallenmeisterschaften in Belgrad in 6,69 s die Bronzemedaille über 60 Meter hinter den Türken Ertan Özkan und Mustafa Kemal Ay. Anschließend schied er bei den Halleneuropameisterschaften in Apeldoorn mit 6,82 s im Semifinale aus und scheiterte kurz darauf bei den Hallenweltmeisterschaften in Nanjing mit 6,71 s im Vorlauf. Ende Juni wurde er bei der 2. Liga der Team-Europameisterschaft in Maribor in 10,84 s Achter im A-Lauf über 100 Meter und wurde mit der Staffel in 39,62 s Zweiter im B-Lauf. Anschließend belegte er bei den U23-Europameisterschaften in Bergen in 10,47 s den sechsten Platz über 100 Meter, ehe er bei den Balkan-Meisterschaften in Volos in 10,34 s ebenfalls den sechsten Platz belegte. 
In den Jahren 2024 und 2025 wurde Karamanolow bulgarischer Hallenmeister im 60-Meter-Lauf.

## Persönliche Bestleistungen
- 100 Meter: 10,32 s (+0,9 m/s), 7. Juni 2025 in Alexandria
  - 60 Meter (Halle): 6,63 s, 18. Januar 2025 in Sofia
- Weitsprung: 7,10 m, 7. Mai 2022 in Russe